# Rumegies
Rumegies est une commune française située dans le département du Nord, en région Hauts-de-France. Elle fait partie de la Communauté d'agglomérations de la Porte du Hainaut ( dont le siège est sur le site minier de Wallers-Aremberg), qui regroupe 46 communes réparties sur quatre zones géographiques : l'Amandinois, le Denaisis, l'Ostrevant et la Vallée de la Scarpe dans laquelle se trouve Rumegies.

## Géographie

### Communes limitrophes
| Aix-en-Pévèle |          | Brunehaut (Belgique) |
|               | Rumegies |                      |
| Saméon        |          | Lecelles             |

### Hydrographie

#### Réseau hydrographique
La commune est située dans le bassin Artois-Picardie. Elle est drainée par l'Elnon, la Sceuf, la Rue Prévost, le ruisseau de Poquin, le ruisseau de Roteleux, le ruisseau du Merdinchon, le ruisseau du Plat bouchard, le ruisseau le rieu et divers autres petits cours d'eau,.
L'Elnon, d'une longueur de 16 km, prend sa source près de Rumes, en Belgique, et se jette  dans le Courant de l'Hopital à Saint-Amand-les-Eaux, après avoir traversé cinq communes. 

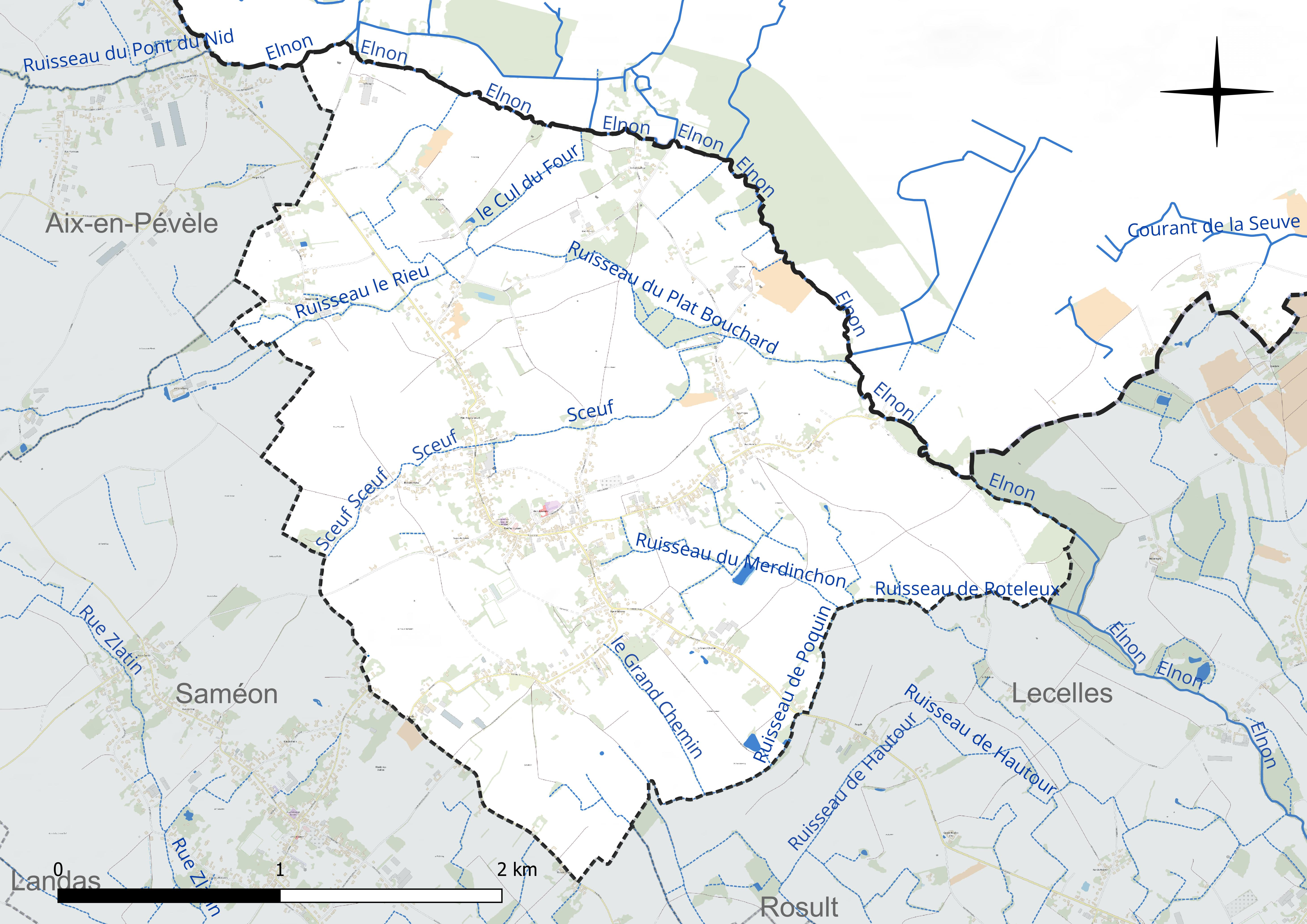
Réseau hydrographique de Rumegies.

#### Gestion et qualité des eaux
Le territoire communal est couvert par le schéma d'aménagement et de gestion des eaux (SAGE) « Scarpe aval ». Ce document de planification concerne un territoire de 624 km2 de superficie, délimité par le bassin versant de la Scarpe aval, comprenant la Pévèle, la plaine de la Scarpe et le bassin minier avec l'Ostrevent. Le périmètre a été arrêté le 18 mars 1997 et le SAGE proprement dit a été approuvé le 12 mars 2009, puis révisé le 5 juillet 2021. La structure porteuse de l'élaboration et de la mise en œuvre est le parc naturel régional Scarpe-Escaut. 
La qualité des cours d'eau peut être consultée sur un site dédié géré par les agences de l'eau et l'Agence française pour la biodiversité. 

### Climat
Pour des articles plus généraux, voir Climat des Hauts-de-France et Climat du Nord.
En 2010, le climat de la commune est de type climat océanique dégradé des plaines du Centre et du Nord, selon une étude du CNRS s'appuyant sur une série de données couvrant la période 1971-2000. En 2020, Météo-France publie une typologie des climats de la France métropolitaine dans laquelle la commune est exposée à un climat océanique et est dans la région climatique  Nord-est du bassin Parisien, caractérisée par un ensoleillement médiocre, une pluviométrie moyenne régulièrement répartie au cours de l'année et un hiver froid (3 °C). 
Pour la période 1971-2000, la température annuelle moyenne est de 10,6 °C, avec une amplitude thermique annuelle de 14,6 °C. Le cumul annuel moyen de précipitations est de 695 mm, avec 11,7 jours de précipitations en janvier et 9,3 jours en juillet. Pour la période 1991-2020, la température moyenne annuelle observée sur la station météorologique la plus proche, située sur la commune de Cappelle-en-Pévèle à 13 km à vol d'oiseau, est de 11,1 °C et le cumul annuel moyen de précipitations est de 736,6 mm,. Pour l'avenir, les paramètres climatiques de la commune estimés pour 2050 selon différents scénarios d'émission de gaz à effet de serre sont consultables sur un site dédié publié par Météo-France en novembre 2022.

## Urbanisme

### Typologie
Au 1er janvier 2024, Rumegies est catégorisée ceinture urbaine, selon la nouvelle grille communale de densité à sept niveaux définie par l'Insee en 2022.
Elle appartient à l'unité urbaine de Saint-Amand-les-Eaux, une agglomération intra-départementale regroupant 15  communes, dont elle est une commune de la banlieue,,. Par ailleurs la commune fait partie de l'aire d'attraction de Lille (partie française), dont elle est une commune de la couronne,. Cette aire, qui regroupe 201 communes, est catégorisée dans les aires de 700 000 habitants ou plus (hors Paris),.

### Occupation des sols
L'occupation des sols de la commune, telle qu'elle ressort de la base de données européenne d'occupation biophysique des sols Corine Land Cover (CLC), est marquée par l'importance des territoires agricoles (87 % en 2018), en diminution par rapport à 1990 (88,8 %). La répartition détaillée en 2018 est la suivante : 
terres arables (66 %), zones urbanisées (12,9 %), prairies (10,9 %), zones agricoles hétérogènes (10,1 %), forêts (0,2 %). L'évolution de l'occupation des sols de la commune et de ses infrastructures peut être observée sur les différentes représentations cartographiques du territoire : la carte de Cassini (XVIIIe siècle), la carte d'état-major (1820-1866) et les cartes ou photos aériennes de l'IGN pour la période actuelle (1950 à aujourd'hui).

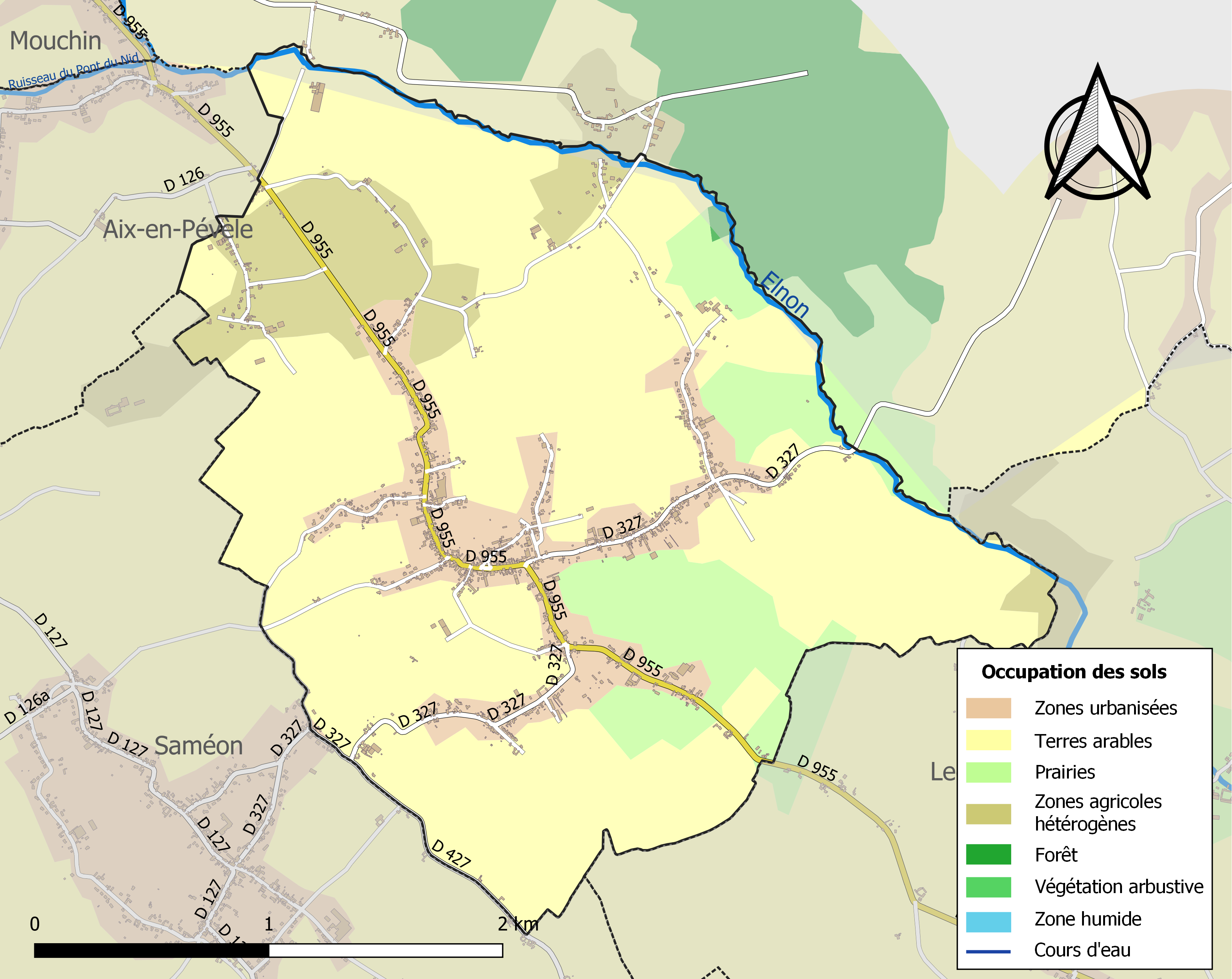
Carte des infrastructures et de l'occupation des sols de la commune en 2018 (CLC).

### Voies de communications et transports
La commune est desservie par la ligne 872 du réseau interurbain Arc-en-Ciel 2.

## Toponymie
Le premier nom ancien de Rumegies apparaît en 1058 *Rumelgeias*. En 1286 dans la cartulaire de flandre le village s'appelle Rumegy.

## Histoire

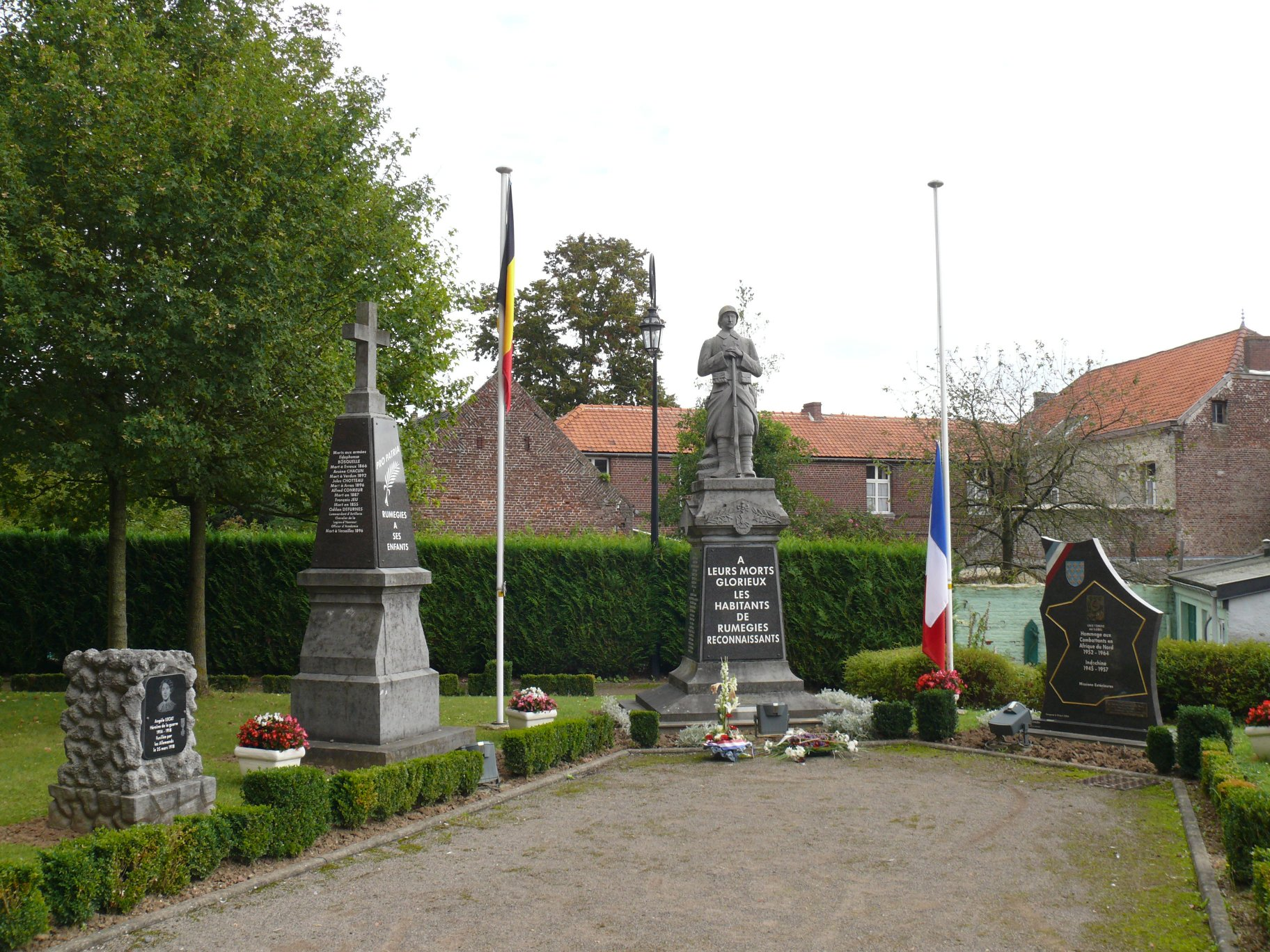
Le monument aux morts

Les premières traces de vie humaine remontent à 5000 ans environ. Nos ancêtres étaient essentiellement occupés à la chasse comme l'attestent les divers outils retrouvés sur les sites néolithiques de la commune. Des découvertes de l'époque gallo-romaine effectuées le long de la vallée de l'Elnon prouvent également que le village était solidement implanté à cette époque.
Guerres, dévastations, pillages seront les conséquences inéluctables de la situation d'un village aux confins du royaume. Lors des guerres de 1792, le village se trouvera confronté aux problèmes inhérents à sa situation géographique : incursion des Autrichiens, résistances farouches des habitants, guerre religieuse. Le XIXe siècle voit s'apaiser les tensions. La population s'accroît, les brasseries et le tissage se développent.
Entre 1896 et 1932, la ligne de chemin de fer de Saint-Amand à Hellemmes de 32 km dessert la commune.
Dès 1914 le village connaît l'occupation Allemande et Angèle Lecat en 1918 paie de sa vie sa résistance à l'ennemi.

## Politique et administration
Maire en 1802-1803 : Fievet.
Maire en 1807 : Picquet.

Maire en 1881 : Robert Cyriaque.
| Période                                  | Période   | Identité                       | Étiquette | Qualité                            |
| ---------------------------------------- | --------- | ------------------------------ | --------- | ---------------------------------- |
| Les données manquantes sont à compléter. |           |                                |           |                                    |
| 1793                                     | 1794      | Michel Colomban de Sauw        |           | greffier, propriétaire cultivateur |
|                                          |           | Jean Baptiste Alexis Bosquelle |           | propriétaire cultivateur           |
| 1838                                     | 1848      | Désiré Colomban de Sauw        |           | propriétaire cultivateur           |
| 1999                                     | mars 2008 | Roger Vandeville               |           |                                    |
| mars 2008                                | 2020      | Joël Beyaert                   | DVD       |                                    |
| 2020                                     | En cours  | Anne-Sophie Ghesquière         |           | professeur                         |

Conseil municipal actuel :

## Maire
Mme Anne-Sophie GHESQUIERE

## 1er Adjointe
Mme Nathalie MICHEL

## 2ème Adjoint
M. Christophe FILMOTTE

## 3ème Adjointe
Mme Brigitte DEBONNET

## Conseillers Municipaux
Mme Myriam BAUDUIN
M. Benoit CHOTEAU
M. Gerald DUBOIS
Mme Sandra DUROT
Mme Lucie LELEU
Mme Maïté ROOSE
Mme Isabelle SAVARY
M. Serge THUILLIER
M. Julien VANDESOMPELE
Mme Fabienne VERHEECKE
M. Philippe VIVIER

### Instances judiciaires et administratives
La commune relève du tribunal d'instance de Valenciennes, du tribunal de grande instance de Valenciennes, de la cour d'appel de Douai, du tribunal pour enfants de Valenciennes, du conseil de prud'hommes de Valenciennes, du tribunal de commerce de Valenciennes, du tribunal administratif de Lille et de la cour administrative d'appel de Douai.

## Population et société

### Démographie

#### Évolution démographique
L'évolution du nombre d'habitants est connue à travers les recensements de la population effectués dans la commune depuis 1800. Pour les communes de moins de 10 000 habitants, une enquête de recensement portant sur toute la population est réalisée tous les cinq ans, les populations de référence des années intermédiaires étant quant à elles estimées par interpolation ou extrapolation. Pour la commune, le premier recensement exhaustif entrant dans le cadre du nouveau dispositif a été réalisé en 2005.

En 2022, la commune comptait 1 738 habitants, en évolution de −1,42 % par rapport à 2016 (Nord : +0,51 %, France hors Mayotte : +2,11 %).
| 1800  | 1806  | 1821  | 1831  | 1836  | 1841  | 1846  | 1851  | 1856  |
| ----- | ----- | ----- | ----- | ----- | ----- | ----- | ----- | ----- |
| 1 287 | 1 250 | 1 631 | 1 619 | 1 523 | 1 730 | 1 616 | 1 710 | 1 623 |

| 1861  | 1866  | 1872  | 1876  | 1881  | 1886  | 1891  | 1896  | 1901  |
| ----- | ----- | ----- | ----- | ----- | ----- | ----- | ----- | ----- |
| 1 600 | 1 572 | 1 558 | 1 616 | 1 620 | 1 560 | 1 504 | 1 434 | 1 379 |

| 1906  | 1911  | 1921  | 1926  | 1931  | 1936  | 1946  | 1954  | 1962  |
| ----- | ----- | ----- | ----- | ----- | ----- | ----- | ----- | ----- |
| 1 364 | 1 305 | 1 194 | 1 229 | 1 237 | 1 238 | 1 114 | 1 157 | 1 187 |

| 1968  | 1975  | 1982  | 1990  | 1999  | 2005  | 2006  | 2010  | 2015  |
| ----- | ----- | ----- | ----- | ----- | ----- | ----- | ----- | ----- |
| 1 133 | 1 157 | 1 211 | 1 258 | 1 402 | 1 561 | 1 600 | 1 580 | 1 712 |

| 2020  | 2022  | - | - | - | - | - | - | - |
| ----- | ----- | - | - | - | - | - | - | - |
| 1 739 | 1 738 | - | - | - | - | - | - | - |

#### Pyramide des âges
La population de la commune est relativement jeune.
En 2018, le taux de personnes d'un âge inférieur à 30 ans s'élève à 33,6 %, soit en dessous de la moyenne départementale (39,5 %). À l'inverse, le taux de personnes d'âge supérieur à 60 ans est de 21,7 % la même année, alors qu'il est de 22,5 % au niveau départemental.
En 2018, la commune comptait 902 hommes pour 876 femmes, soit un taux de 50,73 % d'hommes, largement supérieur au taux départemental (48,23 %).
Les pyramides des âges de la commune et du département s'établissent comme suit.
| Hommes | Classe d’âge | Femmes |
| ------ | ------------ | ------ |
| 0,5    | 90 ou +      | 0,1    |
| 4,3    | 75-89 ans    | 6,5    |
| 15,8   | 60-74 ans    | 16,2   |
| 23,1   | 45-59 ans    | 23,2   |
| 20,4   | 30-44 ans    | 22,8   |
| 15,3   | 15-29 ans    | 13,7   |
| 20,6   | 0-14 ans     | 17,5   |

| Hommes | Classe d’âge | Femmes |
| ------ | ------------ | ------ |
| 0,5    | 90 ou +      | 1,4    |
| 5,3    | 75-89 ans    | 8,1    |
| 14,8   | 60-74 ans    | 16,2   |
| 19,1   | 45-59 ans    | 18,4   |
| 19,5   | 30-44 ans    | 18,7   |
| 20,7   | 15-29 ans    | 19,1   |
| 20,2   | 0-14 ans     | 18     |

## Culture locale et patrimoine

### Lieux et monuments

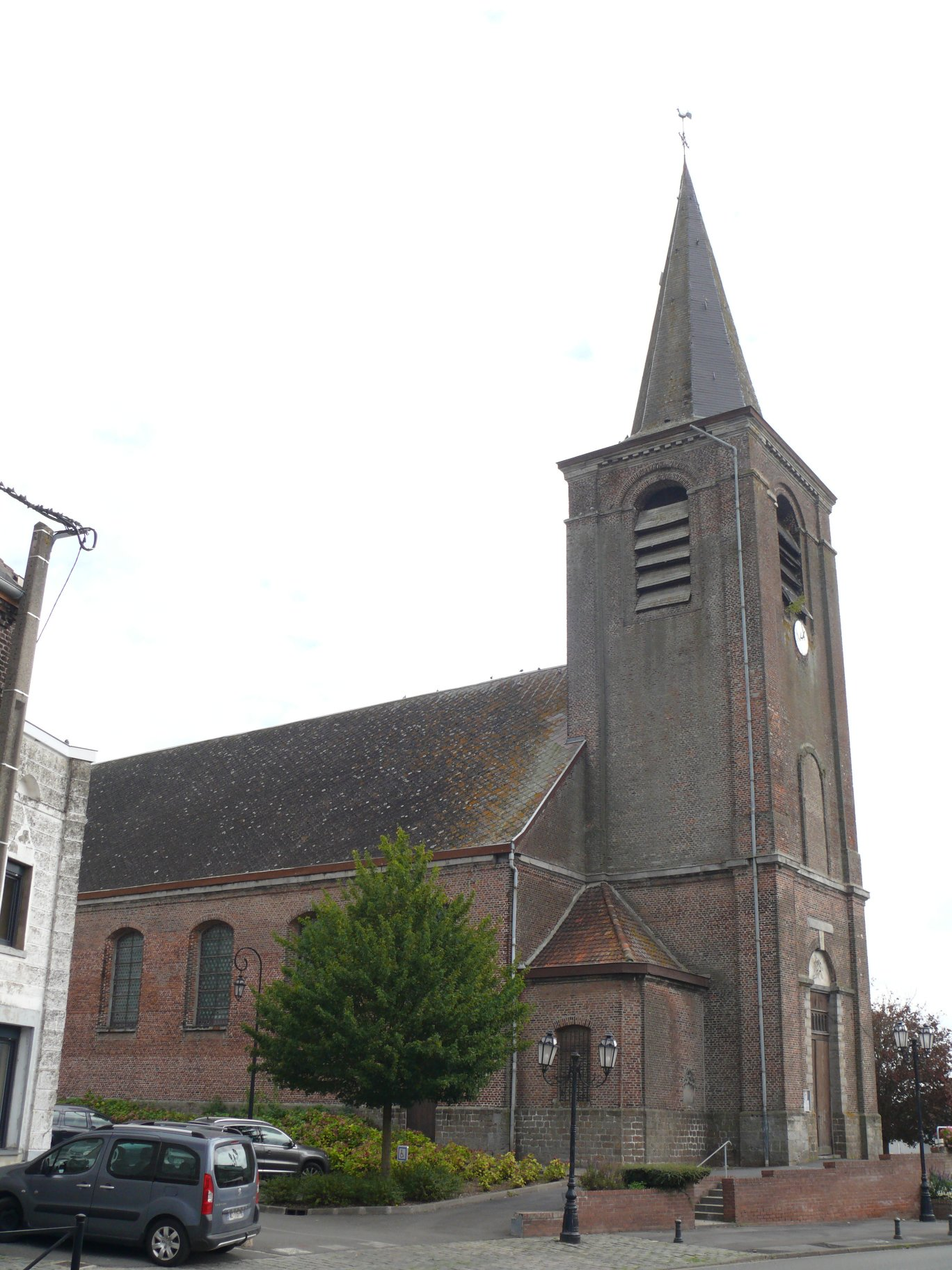
L'église Saint-Brice

- L'église Saint-Brice de Rumegies, dans laquelle des travaux ont été réalisés depuis 2024. La première partie des travaux a permis la pose du coq au sommet du clocher le 28 mars 2025.
- La cense des Metz (42 ha au XVIe siècle), la cense des Ris (34 ha au XVe siècle), la cense de la Bougrie (22 ha au XVe siècle), les terres de l'Argenterie (18 ha au XVIe siècle). D'autres censes, comme celle du Praïel, appartenaient à des propriétaires particuliers." ("Journal d'un curé de campagne" page 23 – Henri PLATELLE).

### Personnalités liées à la commune
- Alexandre Dubois († 1739) fut curé (jansénisant) de Rumegies de 1686 à 1739. Il a laissé un journal publié par H. Platelle et dans lequel il raconte la vie de Rumegies.

### Héraldique
| Blason de Rumegies | Les armes de Rumegies se blasonnent ainsi : "D'azur semé de fleurs de lys d'or." |

## Pour approfondir